# Beris strobli
Beris strobli är en tvåvingeart som beskrevs av Dusek och Rozkosny 1968. Beris strobli ingår i släktet Beris och familjen vapenflugor. Arten är reproducerande i Sverige. Inga underarter finns listade i Catalogue of Life.